# Frank Beard
Frank Lee Beard (Frankston, 11 giugno 1949) è un batterista statunitense.
Milita negli ZZ Top fin dagli esordi. È l'unico dei tre membri a non portare una lunga barba (paradossalmente il suo cognome "Beard" significa proprio "barba" in inglese) ma solo un paio di baffi.
Con 50 milioni di album venduti (di cui 25 milioni negli Stati Uniti), 8 successi nella Top 40 delle classifiche statunitensi, 6 prime posizioni nella Mainstream Rock Songs e 3 MTV Video Music Awards conquistati, il 15 marzo 2004 è stato inserito, insieme agli ZZ Top, nel Rock and Roll Hall of Fame.

## Strumentazione
- batterie Tama
- piatti Paiste
- bacchette Pro-Mark
- trigger Ddrum